# ناحیه فلدکیرش
ناحیه فلدکیرش (به آلمانی: Feldkirch District) یک ناحیه در اتریش است که در فورآرلبرگ واقع شده‌است. ناحیه فلدکیرش ۱۰۰٬۶۵۶ نفر جمعیت دارد.